# بی‌ژوبین

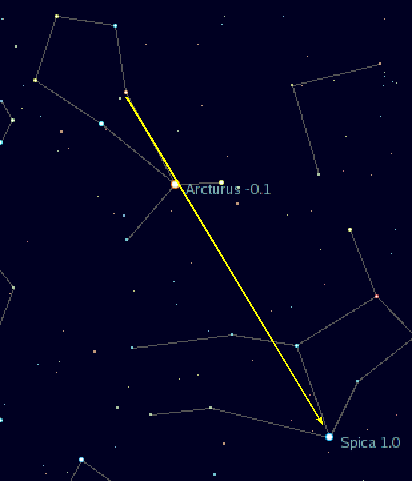
چگونگی مکانیابی ستاره بی‌ژوبین.

بی‌ژوبین یا سِماک اَعزَل (در پارسی میانه: اسپور، به انگلیسی: Spica) درخشان‌ترین ستاره (یا سامانهٔ ستاره‌ای) در صورت فلکی دوشیزه است. به این ستاره در نامگذاری بایر آلفای دوشیزه (α Virginis یا به اختصار Alpha Vir ،α Vir) می‌گویند. بی‌ژوبین شانزدهمین ستارهٔ پرنور آسمان شب است و به راحتی دیده می‌شود. به دلیل این که در فصل بهار از ابتدای شب تا صبحگاه، به راحتی دیده می‌شود و در کنار ژوبین‌دار جزو پرنورترین ستاره‌های این فصل است، به آن‌ها فرمانروای آسمان بهاری هم می‌گویند. تحلیل اطلاعات اختلاف‌منظر این ستاره نشان می‌دهد فاصلهٔ آن تا خورشید ۱۰ ± ۲۵۰ سال نوری است. بی‌ژوبین یک ستاره دوتایی طیفی و متغیر چرخشی بیضی‌گون است، سامانه‌ای که دو ستارهٔ اصلی آن، چنان به هم نزدیک هستند که شکل‌شان به جای کروی بودن، بیش‌تر شبیه به تخم‌مرغ است و فقط از روی طیف‌شان جدا از هم تشخیص داده می‌شوند. ستارهٔ اصلی یک غول آبی و ستاره‌ای متغیر از نوع بتا قیفاووسی است.

## نام‌گذاری
α Virginis (لاتینِ آلفای سنبله) اسم ستاره در روش نامگذاری بایر است.
اسم این ستاره در فارسی بی‌ژوبین نامیده می‌شود، هر چند اسم عربی آن سماک اعزل هم متداول است. در پارسی میانه به آن اسپور می‌گفتند.
در سال ۲۰۱۶ اتحادیه بین‌المللی اخترشناسی کارگروهی برای اسم ستاره‌ها تشکیل داد که به اختصار WGSN نامیده می‌شود. وظیفه این کارگروه فهرست کردن و استاندارد کردن اسامی مناسب برای ستاره‌هاست. در نخستین اثر منتشر شده از این کارگروه در ژوئیه ۲۰۱۶، Spica برای این ستاره انتخاب شد. حالا همین اسم در فهرست ستاره‌های IAU وارد شده‌است.

## تاریخچه رصدی
بی‌ژوبین به عنوان یکی از ستاره‌های پرنور آسمان، از دیرباز دیده و مطالعه شده است. همچنین به عنوان نزدیک‌ترین سامانه ستاره دوتایی سنگین به خورشید، موضوع تحقیقات زیادی بوده است.
تصور می‌شود ابرخس، ستاره‌شناس و ریاضی‌دان یونان باستان با کمک داده‌های رصدی این ستاره، موفق به کشف تقدیم اعتدالین شده باشد. یک معبد متعلق به منات (یک حاثور قدیمی) در شهر باستانی تبس در جهتی ساخته شده بود که به سمت بی‌ژوبین نشانه می‌رفت. این معبد در حدود ۳۲۰۰ سال پیش از میلاد ساخته شده بود و در طول این مدت حرکت تقدیمی به آهستگی اما به میزان قابل توجهی موقعیت بی‌ژوبین نسبت به معبد را تغییر داده است. نیکلاس کوپرنیک نیز با استفاده از سه‌شاخی که خودش ساخته بود، برای مطالعه در مورد حرکت تقدیمی، رصدهای زیادی بر روی بی‌ژوبین انجام داد.

## پدیداری
بی‌ژوبین در فاصله ۲.۰۵ درجه‌ای دایرةالبروج قرار دارد و هر از گاهی با ماه و سیاره‌ها فروپوشانیده می‌شود. آخرین فروپوشانش سیاره‌ای هنگامی بود که در ۱۹ آبان ۱۱۶۲ خورشیدی سیاره زهره از مقابل ستاره (از دید زمین) عبور کرد. فروپوشانش بعدی در ۱۲ شهریور ۱۵۷۶ خورشیدی، هنگامی که زهره دوباره از مقابل ستاره عبور کند، اتفاق خواهد افتاد. خورشید هر سال و در حدود ۲۵ مهر، با فاصله کمی بیش‌تر از ۲ درجه از شمال این ستاره عبور می‌کند و کنار روزی ستاره حدود دو هفته بعد دیده می‌شود. سیاره زهره هم هر ۸ سال یکبار هنگام کنار روزی ستاره از اطراف آن عبور می‌کند، مثل ۱۳ آبان ۱۳۹۶ که از حدود ۴ درجه‌ای شرق ستاره عبور کرد. 
یک راه برای پیدا کردن بی‌ژوبین، دنبال کردن دسته هفت اورنگ تا رسیدن به ژوبین‌دار و ادامه دادن این قوس به همان اندازه تا بی‌ژوبین است.
بی‌ژوبین یکی از ستاره‌های صورتواره مثلث بهاری است. با رسم کمانی از صورتواره آبگردان بزرگ به ستاره ژوبین‌دار می‌توانید به ستاره بی‌ژوبین، دست پیدا کنید. قوسی به ژوبین‌دار (سماک رامح) کشیده و سپس آن را به طرف صورت فلکی سنبله ادامه دهید تا به ستاره بی‌ژوبین برسید. برای این کار، قوسی به ستاره ژوبین‌دار رسم کنید. در آسمان شب به سمت شمال شرقی نگاه کنید، صورتواره آبگردان بزرگ را پیدا کنید، هنگامی که آبگران بزرگ را می‌بینید متوجه می‌شوید که دو قسمت دارد: کاسه و دسته. سپس، به صورت ذهنی، خطی خیالی به صورت منحنی در دستگیره آبگردان بزرگ امتداد دهید تا زمانی که به ستاره نارنجی روشنی برسید: قوس را تا رسیدن به ستاره ژوبین‌دار امتداد دهید.‎

## ویژگی‌ها
امروز ما بی‌ژوبین را به عنوان یک ستاره دوتایی می‌دانیم. دو ستاره از یک منبع نور از طریق تلسکوپ‌های معمولی قابل تشخیص نیستند. طبیعت دوگانه آنها تنها با تجزیه و تحلیل نور از طریق یک طیف‌سنج یا ابزاری که نور را به رنگ‌های طیفی آن تقسیم می‌کند، متوجه می‌شویم. هر دو ستاره در سیستم دوتایی بی‌ژوبین بزرگتر و گرمتر از خورشید ما هستند. قطر آنها حدود ۷٫۸ و ۴ برابر قطر خورشید تخمین زده می‌شود و آنها بیش از ۲۰۰۰ برابر روشن‌تر از خورشید هستند. جدایی زاویه‌ای ستاره دوتایی بی‌ژوبین فقط کمتر از ۱۱ میلیون مایل (۱۸ میلیون کیلومتر) است و تنها چهار روز در مرکز جاذبه مشترک قرار دارند.‎
بی‌ژوبین یک ستاره دوتایی نزدیک به هم است که همدم‌های آن هر چهار روز یکبار به دور یکدیگر می‌چرخند. آن‌ها آن‌قدر به هم نزدیک می‌مانند که با تلسکوپ به شکل دو ستاره تفکیک نشوند. جابه‌جایی آن‌ها در مدارشان باعث تغییر در خطوط جذبی طیف آن‌ها به دلیل اثر دوپلر می‌شود و آن‌ها را یک دوتایی طیفی دو خطه می‌کند.
ستاره اصلی در رده‌بندی ستارگان جزو B1 III–IV قرار می‌گیرد. رده‌بندی درخشندگی این ستاره، با طیف ستاره‌ای که در نیمه راه یک زیرغول و یک ستاره غول است، همتاست و چنین ستاره‌ای دیگر جزو ستاره‌های رده B رشته اصلی به شمار نمی‌آید. این ستاره‌ای سنگین با ۱۰ برابر جرم خورشید و ۷ برابر شعاع خورشید است. درخشندگی کلی این ستاره حدود ۱۲۱۰۰ برابر درخشندگی خورشید و هشت برابر درخشندگی همدم خودش است. ستاره اصلی، یکی از نزدیک‌ترین ستاره‌ها به خورشید است که برای تبدیل شدن به یک انفجار ابرنواختری نوع II در پایان عمرش به اندازه کافی جرم دارد.
ستاره اصلی به عنوان یک ستاره متغیر نوع بتا قیفاووسی دسته‌بندی شده است که در هر ۰٫۱۷۳۸ روز روشنایی‌اش تغییر می‌کند. طیف این ستاره هم نشانگر تغییرات در سرعت شعاعی با دوره‌ای مشابه است که مشخص می‌کند سطح ستاره به‌طور منظم به سمت بیرون می‌تپد و دوباره می‌رمبد. این ستاره با سرعتی معادل ۱۹۹ کیلومتر بر ثانیه بر استوا می‌چرخد.
همدم دوم یکی از معدود ستاره‌هایی است که اثر استروو - ساهاده بر طیف الکترومغناطیس‌اش ردیابی می‌شود. این اثر، تغییر غیرعادی در شدت خطوط طیفی در یک دوره مداری است. بدین صورت که وقتی ستاره از ناظر دور می‌شود، خطوط طیفی ضعیف‌تر می‌شوند و وقتی به سمت ناظر نزدیک می‌شود، شدیدتر دیده می‌شوند.  شاید دلیل این اتفاق یک باد ستاره‌ای شدید از سوی همدم اصلی باشد که نور همدم دوم را پراکنده می‌کند. این ستاره از ستاره اصلی کوچک‌تر است: جرم آن ۷ برابر جرم خورشید و شعاعش ۳٫۶ برابر شعاع خورشید است.
بی‌ژوبین یا اسپور یک متغیر چرخشی بیضی‌گون است، سامانه دوتایی نزدیک و غیر گرفتی که متقابلا در بند اثرات متقابل گرانشی خود قرار دارند. این اثر باعث تغییر ناچیزی (۰٫۰۳ درجه) در قدر ظاهری این سامانه ستاره‌ای در یک دوره می‌شود که این دوره مطابق دوره مداری‌اش هم هست. این کاهش ناچیز  قدر ظاهری به زحمت به چشم می‌آید. هر دو ستاره از تناوب مداری خودشان تندتر می‌گردند. این ناهماهنگی در زمان چرخش و مدار بیضوی کشیده‌شان ممکن است نشان‌دهنده جوان بودن این سامانه ستاره‌ای باشد. به احتمال، گذشت زمان باعث هماهنگی در چرخش و دایروی شدن مدارشان خواهد شد.
بی‌ژوبین یک متغیر قطبشگر است که به نظر می‌رسد ماده پیش‌ستاره‌ای، بین د وستاره کشیده می‌شود.